# Órbita de Venus

Representación de Venus (amarillo) y la Tierra (azul) dando vueltas alrededor del Sol. Pero en sentido opuesto, la tierra gira al sentido de las manecillas del reloj y venus al contrario

La órbita de Venus tiene  un semieje mayor de 0,723 UA (100 000 200 000 m), y una excentricidad de 0,007. La baja excentricidad y el tamaño relativamente pequeño de su órbita dan a Venus el menor rango de distancia entre perihelio y afelio de los planetas: 1,46 millones de km. El planeta gira alrededor del Sol una vez cada 225 días y viaja 4,54 UA (679 000 000 km) al hacerlo, dando una velocidad orbital media de 35 km/s.

## Conjunciones y tránsitos
Cuando la longitud eclíptica geocéntrica de Venus coincide con la del Sol, está en conjunción con el Sol, inferior si Venus está más cerca y superior si está más lejos. La distancia entre Venus y la Tierra varía de unos 42 millones de km (en la conjunción inferior) a unos 258 millones de km (en la conjunción superior). El período medio entre conjunciones sucesivas de un tipo es de 584 días: un periodo sinódico de Venus. Cinco períodos sinódicos de Venus son casi exactamente 13 años de Venus siderales y 8 años terrestres, y en consecuencia las longitudes y distancias casi se repiten.
La inclinación de 3,4° de la órbita de Venus es lo suficientemente grande como para evitar que los planetas inferiores pasen directamente entre el Sol y la Tierra en la conjunción inferior. Estos tránsitos solares de Venus se producen rara vez, pero con gran predictibilidad e interés.

## Aproximaciones cercanas a la Tierra y Mercurio
En esta era actual, lo más cercano que Venus llega a la Tierra es poco menos de 40 millones de km. Como el rango de distancias heliocéntricas es mayor para la Tierra que para Venus, las aproximaciones más cercanas se acercan al perihelio de la Tierra. La disminución de la excentricidad de la Tierra está aumentando las distancias mínimas. La última vez que Venus se acercó a menos de 39,5 millones de km fue en 1623, pero esto no volverá a ocurrir durante muchos milenios y, de hecho, después de 5683 Venus ni siquiera se acercará a menos de 40 millones de kilómetros durante unos 60 000 años. La orientación de las órbitas de ambos planetas no es favorable para minimizar la distancia de aproximación cercana. Las longitudes del perihelio sólo estaban separadas por 29 grados en J2000, por lo que las distancias más pequeñas, que se producen cuando la conjunción inferior se produce cerca del perihelio de la Tierra, se producen cuando Venus está cerca del perihelio. Un ejemplo fue el tránsito del 6 de diciembre de 1882: Venus llegó al perihelio el 9 de enero de 1883, y la Tierra hizo lo propio el 31 de diciembre. Venus se encontraba en 0,7205 del Sol el día del tránsito, decididamente menos que la media.
Moviéndose muy atrás en el tiempo, hace más de 200 000 años, Venus pasaba a veces a una distancia de la Tierra de poco menos de 38 millones de km, y lo hará después de más de 400 000 años.
Venus y la Tierra se acercan más, pero se acercan menos a menudo que Venus y Mercurio. Mientras Venus se acerca más a la Tierra, Mercurio se acerca más a menudo a la Tierra lo más cercano de todos los planetas. Dicho esto, Venus y la Tierra aún tienen la diferencia de potencial gravitacional más baja entre ellos que hacia cualquier otro planeta, y necesita el delta-v más bajo a la transferencia entre ellos, que en ningún otro planeta de ellos.
La distancia entre Venus y Mercurio se reducirá con el tiempo, principalmente debido a la creciente excentricidad de Mercurio.

## Importancia histórica
El descubrimiento de las fases de Venus por Galileo en 1610 fue importante. Contradecía el modelo de Ptolomeo que consideraba que todos los objetos celestes giraban alrededor de la Tierra y era coherente con otros, como los de Tycho y Copérnico.
En la época de Galileo, el modelo predominante del universo se basaba en la afirmación del astrónomo griego Ptolomeo casi 15 siglos antes de que todos los objetos celestes giran alrededor de la Tierra (véase el sistema ptolemaico). La observación de las fases de Venus no era coherente con esta visión, pero era coherente con la idea del astrónomo polaco Nicolás Copérnico de que el sistema solar se centra en el Sol. La observación de Galileo de las fases de Venus proporcionó la primera evidencia observacional directa de la teoría copérnicana.
Las observaciones de los tránsitos de Venus a través del Sol han jugado un papel importante en la historia de la astronomía en la determinación de un valor más preciso de la unidad astronómica.

## Precisión y predictibilidad
Venus tiene una órbita muy bien observada y predecible. Desde la perspectiva de todos menos de los más exigentes, su órbita es sencilla. Una ecuación de algoritmos astronómicos que supone una órbita elíptica imperturbada predice los tiempos de perihelio y afelio con un error de unas pocas horas. El uso de elementos orbitales para calcular estas distancias coincide con las medias reales en al menos cinco cifras significativas. Las fórmulas para calcular la posición directamente a partir de los elementos orbitales normalmente no proporcionan ni necesitan correcciones para efectos de otros planetas.
Sin embargo, las observaciones son mucho mejores ahora y la tecnología de la era espacial ha sustituido a las técnicas más antiguas. E. Myles Standish escribió Las efemérides clásicas de los últimos siglos se han basado completamente en observaciones ópticas: casi exclusivamente, los tiempos de tráfico del círculo meridiano. Con la llegada del radar planetario, misiones de naves espaciales, VLBI, etc., la situación de los cuatro planetas interiores ha cambiado drásticamente. Para el DE405, creado en 1998, se abandonaron las observaciones ópticas y mientras escribió condiciones iniciales para el interior, cuatro planetas se ajustaron a los datos de alcance principalmente... Ahora las estimaciones de la órbita están dominadas por las observaciones de la nave espacial Venus Express. Ahora se conoce que la órbita tiene una precisión inferior al kilómetro.

## Tabla de parámetros orbitales
Aquí no se presentan más de cinco cifras significativas, y con ese nivel de precisión los números coinciden muy bien con elementos y cálculos del VSOP87 derivados de ellos, el mejor ajuste de 250 años de Standish (de JPL), Newcomb, y cálculos utilizando las posiciones reales de Venus a lo largo del tiempo.
| distancias                               | ua      | Millones de km |
| ---------------------------------------- | ------- | -------------- |
| semieje mayor                            | 0,72333 | 108,21         |
| perihelio                                | 0,71843 | 107,48         |
| afelio                                   | 0,7282  | 108,94         |
| promedio                                 | 0,72335 | 108,21         |
| perímetro                                | 4,545   | 679,9          |
| distancia mínima de intersección orbital | 0,2643  | 39,54          |

| excentricidad                  |
| ------------------------------ |
| 0,0068 (círculo casi perfecto) |

| ángulos                                 | grados |
| --------------------------------------- | ------ |
| inclinación con respecto a la eclíptica | 3,39   |

| Periodos                | días   |
| ----------------------- | ------ |
| periodo orbital sideral | 224,7  |
| período sinódico        | 583,92 |

| velocidad        | km/s  |
| ---------------- | ----- |
| velocidad media  | 35,02 |
| velocidad máxima | 35,26 |
| velocidad mínima | 34,78 |

## Anillo de polvo

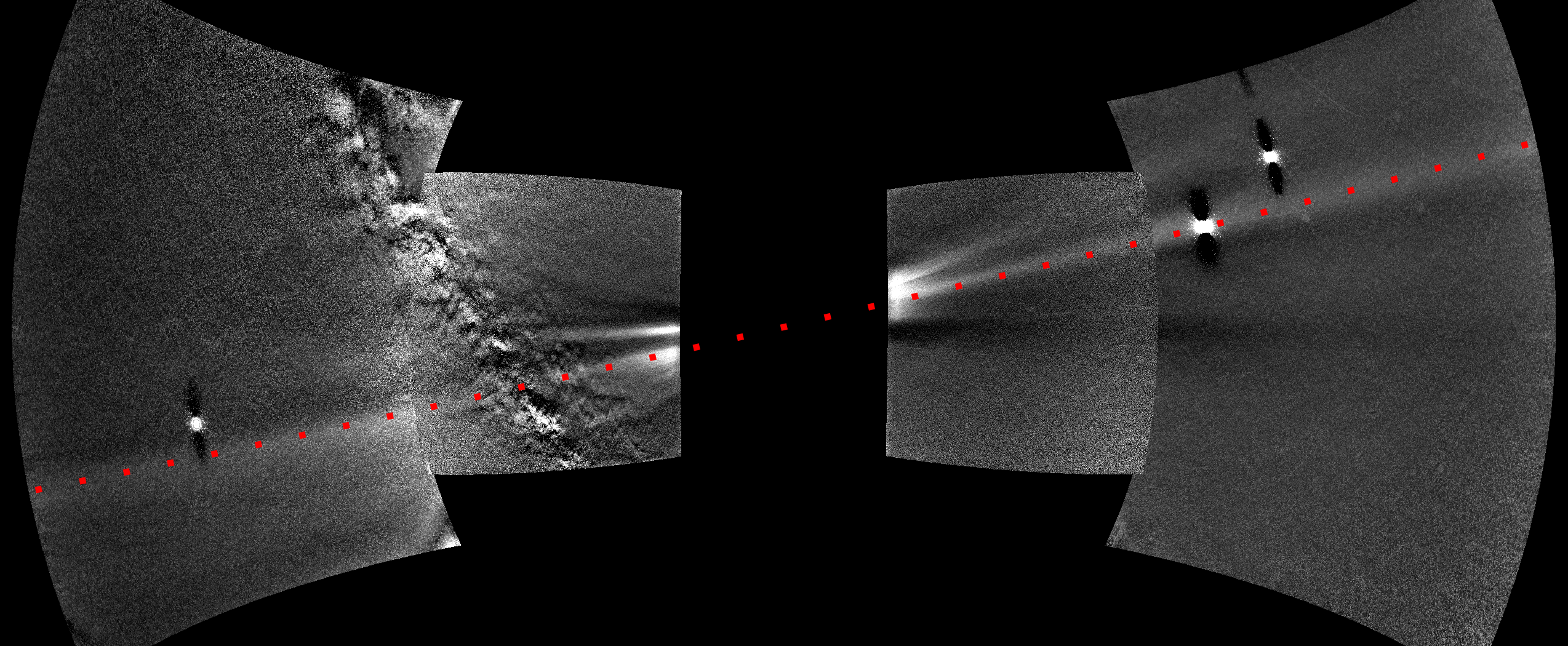
Primera imagen panorámica del anillo de polvo del espacio orbital de Venus, fotografiada por la Sonda Solar Parker.

Se ha demostrado que el espacio orbital de Venus tiene su propia nube de anillo de polvo, con un sospechoso origen, ya sea de Venus que seguía asteroides, el polvo interplanetario que migra en ondas, o los restos del disco circunestelar del Sistema Solar a partir del cual se formó su disco protoplanetario y después él mismo, el sistema planetario Solar.